# 트롤: 밴드 투게더
《트롤: 밴드 투게더》(영어: Trolls Band Together)는 2023년에 개봉한 미국의 모험, 코미디, 가족, 판타지, 음악, 애니메이션 영화이다.
 월트 돈과 팀 헤이츠가 감독을 맡았다.
 미국은 2023년 11월 17일에 대한민국은 2023년 12월 20일에 개봉되었다.

## 줄거리
모든 트롤들을 열광케 했던 최고의 아이돌 그룹 브로존은 완벽한 화음을 내기 위한

무대에서 최악의 실수로 인한 형제들간의 불화로 해체가 되고 잊혀져 가게 된다

그렇게 세월이 흐르던 어느날 브로존의 맴버였던 플로이드가

데뷔하자마자 슈퍼스타가 된 벨벳과 비니어에게 잡혀 재능을 빼앗기고 있다는 소식을

듣게 된 막내 브랜치는 잡힌 플로이드를 구하기 위해선 완벽한 화음이 필요함을 알고

다시금 브로존의 전 맴버들을 모으기 시작하는데...

## 출연진

### 주연
- 안나 켄드릭 - 퀸 파피 목소리 역
- 저스틴 팀버레이크 - 브랜치 목소리 역

### 조연
- 카밀라 카베요 - 비바 목소리 역
- 에릭 안드레 - 존 도리 목소리 역
- 트로이 시반 - 플로이드 목소리 역
- 조이 데샤넬 - 브리짓 목소리 역
- 에이미 슈머 - 벨벳 목소리 역
- 앤드류 라넬스 - 베니어 목소리 역
- 데이비드 디그스 - 스프루스 목소리 역
- 키드 커디 - 클레이 목소리 역
- 루 폴 - 미스 맥신 목소리 역
- 케넌 톰슨 - 타이니 다이아몬드 목소리 역
- 론 펀치스 - 쿠퍼 목소리 역
- 쿠날 나야르 - 가이 다이아몬드 목소리 역
- 조시아 마멧 - 크림프 목소리 역